# ¡Dos!
¡Dos! är ett studioalbum av den amerikanska musikgruppen Green Day. Det gavs ut den 9 november 2012 och innehåller 13 låtar.

## Låtlista
| Nr  | Titel                          | Längd |
| --- | ------------------------------ | ----- |
| 1.  | See You Tonight                | 1:06  |
| 2.  | Fuck Time                      | 2:45  |
| 3.  | Stop When the Red Lights Flash | 2:26  |
| 4.  | Lazy Bones                     | 3:34  |
| 5.  | Wild One                       | 4:19  |
| 6.  | Makeout Party                  | 3:14  |
| 7.  | Stray Heart                    | 3:44  |
| 8.  | Ashley                         | 2:50  |
| 9.  | Baby Eyes                      | 2:22  |
| 10. | Lady Cobra                     | 2:05  |
| 11. | Nightlife                      | 3:04  |
| 12. | Wow! That's Loud               | 4:27  |
| 13. | Amy                            | 3:25  |

## Listplaceringar
| Lista               | Topplacering |
| ------------------- | ------------ |
| Australien          | 10           |
| Belgien (Flandern)  | 11           |
| Belgien (Vallonien) | 26           |
| Danmark             | 20           |
| Finland             | 18           |
| Frankrike           | 24           |
| Italien             | 4            |
| Nederländerna       | 13           |
| Norge               | 6            |
| Nya Zeeland         | 5            |
| Portugal            | 27           |
| Schweiz             | 8            |
| Spanien             | 16           |
| Sverige             | 10           |
| Österrike           | 3            |